# Bruno Kaiser
Bruno Kaiser (Berlijn, 5 februari 1911 - Oost-Berlijn, 4 februari 1982) was een Duits journalist, activist en bibliothecaris.

## Biografie
Bruno Kaiser was een zoon van Max Kaiser, die leraar was. Hij was gehuwd met Stanislawa Lewinson. Van 1929 tot 1933 studeerde hij in Berlijn letteren en kunstgeschiedenis. Hij was tevens redacteur van de Vossische Zeitung.
In 1938 emigreerde Kaiser naar België, in 1940 naar Frankrijk en vervolgens in 1942 naar Zwitserland, waar hij werd geïnterneerd. In 1943 hervatte hij in Bazel zijn journalistieke werkzaamheden. In 1946 richtte hij in Liestal het Herweghmuseum op. Hij was lid van de beweging Freies Deutschland.
In 1946 emigreerde Kaiser weerom naar België, gevolgd door een verhuizing naar Oost-Berlijn in 1947, waar hij in 1949 bibliothecaris werd van het marxistisch-leninistisch instituut van de Sozialistische Einheitspartei Deutschlands.

## Werken
- (de)  Das Wort der Verfolgten, 1945.
- (de)  Georg Herweghs Exil in der Schweiz, 1946.
- (de)  Vom glückhaften Finden, 1985.

- Bibsys: 90161853
- Gemeinsame Normdatei: 11899297X
- Historisch woordenboek van Zwitserland: 027988
- International Standard Name Identifier: 0000 0001 1002 3351
- Library of Congress Control Number: n86147295
- Nationale Bibliotheek van Letland: 000325779
- Nationale Bibliotheek van Tsjechië: mzk2013784471
- Nationale bibliotheek van Australië: 35759269
- Nationale Bibliotheek van Israël: 987007272283805171
- Nationale Bibliotheek van Polen: a0000001773126
- Nederlandse Thesaurus van Auteursnamen: 067554857
- Istituto Centrale per il Catalogo Unico: LO1V142684
- Système universitaire de documentation: 067698794
- Trove: 1074509
- Virtual International Authority File: 107082466
- WorldCat: E39PBJwxH4yPT6YYTRhthk7vHC